# Rendez-vous (Prison Break)
Pour les articles homonymes, voir Rendez-vous.
Rendez-vous est le trente-deuxième épisode du feuilleton télévisé Prison Break, c'est le dixième épisode de la deuxième saison.

## Résumé
Au bureau du FBI à Chicago, dans l'Illinois, l'agent Lang annonce avec satisfaction que Lincoln a été arrêté par la police de Willcox en Arizona. Mais Mahone reste injoignable. 
À l'hôtel Sundown, Sara Tancredi reçoit un fax de Michael lui fixant le lieu et l'heure du rendez-vous. L'agent Kim demande à Kellerman de faire en sorte que Lincoln soit enfin éliminé. Peu après Mahone annonce à Kellerman qu'il est sur le point de retrouver Michael Scofield en compagnie de Sara Tancredi à Gila au Nouveau-Mexique. Il fait le tour de tous les hôtels de la ville et finit par retrouver celui de Sara. Il prend connaissance du lieu de rendez-vous grâce au fax resté en mémoire dans l'appareil.
Michael et Sara finissent par se rencontrer. Il la remercie d'être venue au rendez-vous mais elle lui répond qu'elle n'avait pas le choix et qu'elle veut connaître le plan qu'il évoquait dans son premier message. Elle est déçue lorsqu'elle apprend qu'il s'agit de s'enfuir au Panama avec lui et son frère, elle espérait obtenir plus de réponses à propos de tous les évènements qui se sont enchainés dans sa vie mais il est incapable de les lui fournir. Elle lui reproche de lui avoir menti, de ne lui avoir jamais parlé des autres prisonniers et surtout de l'avoir rendue complice de l'évasion de T-Bag. Il est touché par ses propos et tente de s'excuser. Il affirme qu'il l'a fait uniquement pour sauver la vie de Lincoln mais elle l'interrompt en lui annonçant la mort de son père. Bouleversé par cette nouvelle, il implore son pardon en lui avouant que le fait de lui avoir fait du mal est son plus gros regret. Mais Sara reste sur la défensive. Il s'excuse une nouvelle fois et lui offre son aide pour qu'elle ne soit plus seule. Au moment où elle s'approche de Michael en reconnaissant qu'elle ne veut pas être seule, la voiture de Mahone surgit au loin. Ils grimpent dans la voiture de Michael et se font pourchassés par l'agent Mahone, ils rentrent dans la cour d'une usine désaffectée et emboutissent un mur. En s'échappant à l'intérieur de l'usine, Michael affirme à Sara que l'agent Mahone ne va pas appeler les secours car il veut le tuer. Mahone entre à son tour dans l'usine mais se fait prendre au piège par Michael. Il est enfermé à l'intérieur d'une cage grillagée. Michael ouvre le réservoir de propane pour empêcher Mahone de faire usage de son arme, la moindre étincelle provoquerait une explosion. Michael casse une vitre pour laisser l'air rentrer car, comme Mahone l'a bien compris, Michael n'est pas un tueur. Le jeune homme redemande à Mahone de laisser tomber, de ne plus chercher à les suivre car il sait parfaitement que Lincoln est innocent du crime dont on l'accuse. Mais l'agent du FBI refuse sa proposition et lui jure qu'il le suivra partout où il ira, même jusqu'au Panama, et qu'il le tuera. Le laissant dans l'usine, Michael et Sara reprennent leur route. Ils s'arrêtent dans un motel après avoir acheté un kit de secours, des téléphones portables et des brosses à dent. Pendant que Sara soigne la blessure au bras qu'il s'est faite à l'intérieur de l'usine, Michael reconnaît qu'il n'a jamais été diabétique. Elle lui fait part de son inquiétude à son sujet: elle pense qu'au fond de lui, il aime vivre dangereusement et ça lui fait peur car elle sait ce qu'est la dépendance. Il n'y a jamais pensé mais il lui demande de lui accorder un jour supplémentaire. Elle ne répond pas. Avant d'entrer dans la salle de bain, il lui redit qu'il est content qu'elle soit venue au rendez-vous. Mais après avoir pris sa douche, il est effondré lorsqu'il constate qu'elle s'est enfuie en lui laissant un mot. Sara se dirige vers sa voiture mais ne démarre pas immédiatement. Elle reste quelques minutes au volant et se rend compte avec émotion qu'elle est incapable de s'en aller. En sortant du véhicule pour rejoindre finalement Michael, elle tombe nez à nez avec l'agent Kellerman.
Dans la voiture de police, Lincoln demande aux policiers de laisser partir son fils L.J. qui ne souffre que de légères contusions. Mais ceux-ci refusent. Soudain un véhicule aux vitres teintées surgit derrière eux et provoque volontairement un accident. La voiture de police quitte la route et s'encastre contre un arbre. Tandis que Lincoln et son fils, toujours menottés, s'extirpent du véhicule, des hommes et une femme aux cheveux blonds issus de l'autre voiture, tentent de les attraper. Lincoln se débat et frappe la jeune femme blonde mais elle lui annonce furieuse qu'ils sont de son côté ainsi que de son père. Ils se réfugient peu après dans une maison isolée. À l'intérieur de cette maison, Lincoln reste sur ses gardes, il n'a pas confiance en ces inconnus même si la jeune femme blonde tente de lui faire comprendre qu'ils sont de leur côté. En attendant l'arrivée de son père, Lincoln explique à son fils que son père est à l'origine de tous ses ennuis, qu'il travaillait pour des personnes qui désirent le voir mort. La jeune femme, qui s'appelle Jane, travaillait également pour le Cartel, elle affirme à Lincoln que son père veut vraiment le voir ainsi que son frère et la dernière fois qu'il aurait vu Michael, celui-ci avait 10 ans. Lincoln réagit en entrainant L.J. avec lui car il sait très bien que son père est parti avant la naissance de Michael. Mais Aldo Burrows entre dans la maison et l'appelle. Un peu plus tard, Aldo fait connaissance avec son petit-fils L.J. puis explique à Lincoln que lui et Michael n'ont plus besoin de fuir au Panama. Pendant ce temps, l'homme de main du Cartel dissimulé parmi les associés d'Aldo Burrows reçoit l'ordre de les tuer tous les trois. 
À Tribune au Kansas, Bellick et Geary torturent en vain T-Bag pour qu'il leur avoue où il a caché l'argent de Westmoreland. T-Bag tente de s'enfuir mais Bellick et Geary arrivent à le rattraper. Il fait tomber la clé de son coffre durant la lutte et l'avale pour éviter qu'ils la lui volent. Bellick et Geary décident donc de l'attacher sur les toilettes et de lui donner de la chique et des laxatifs, achetés avec la carte de crédit de Bellick, en attendant que la nature fasse son effet. Plusieurs heures plus tard, T-Bag finit par "restituer" la clé. Bellick demande à Geary  de la récupérer, ce qu'il fait avec dégoût.
Avant de quitter la maison de Susan Hollander, les deux hommes attachent T-Bag, suppliant, au radiateur puis appellent la police. À la gare, ils trouvent le sac rempli d'argent dans le coffre et vont dans un endroit isolé pour vérifier le contenu. Geary décide de faire cavalier seul et assomme son associé. 
À Dinosaur dans le Nebraska, laissant sa voiture tombée en panne, Sucre continue son chemin à pied et  trouve une cabine téléphonique. Il appelle Maricruz mais tombe sur sa sœur Theresa. Celle-ci lui annonce qu'elle et Maricruz partent dans l'après-midi au Mexique. Il lui donne le numéro de téléphone de la cabine pour que Maricruz puisse le rappeler. Malheureusement au moment où le téléphone sonne, des policiers se trouvent près de la cabine. Sucre devant resté caché, il ne peut décrocher. Sitôt les agents partis, il tombe sur le répondeur de Maricruz et lui laisse un message dans lequel il lui informe qu'il sera la semaine suivante à l'aéroport d'Ixtapa pour la voir. Pendant ce temps, Hector arrive furieux chez une amie de Maricruz et Theresa, Kalinda, pour voir Maricruz. Il comprend que la jeune femme est partie au Mexique en utilisant les billets de la lune de miel.

## Informations complémentaires

### Chronologie
- L'action de cet épisode se déroule le 3 juin. Mahone précise qu'il s'est écoulé une semaine depuis l'évasion des détenus.

### Culture
- Zihuatanejo (alias Ixtapa), la ville où Maricruz et sa sœur Theresa ont prévu d'aller en vacances, est une référence au film Les évadés.

- La chanson diffusée pendant la torture de T-Bag est Walking on Sunshine de Katrina and the Waves.

- Au début de l'épisode alors qu'il parle au téléphone avec Mahone, Kellerman déclare: « We have a bird in the hand » « Nous avons un oiseau dans la main », c'est une allusion au proverbe américain: « A bird in the hand is worth two in the bush » « Un oiseau dans la main vaut mieux que deux dans un buisson ». En français, le proverbe équivalent est : « Un "Tiens" vaut mieux que deux "Tu l'auras" ». Il est issu d'une fable de La Fontaine, Le Petit Poisson et le Pêcheur et signifie qu'il vaut mieux se contenter de ce que l'on a, plutôt que de risquer de tout perdre en essayant d'obtenir plus.

### Divers
- Arrêté dans l'épisode précédent, Lincoln est de retour en cavale.
- (C-Note) Rockmond Dunbar n'apparaît pas dans cet épisode.

- C'est la première fois que Michael et Sara se retrouvent dans la deuxième saison.

- Lorsque Michael dévoile à Sara son plan[3] (s'enfuir au Panama avec lui et son frère), la jeune femme n'a pas la réaction qu'il attendait: « Wait. That's your... plan? » (« Attends. C'est ça ton... plan? »). Dans une interview au magazine TV Guide[4], l'actrice Sarah Wayne Callies explique qu'elle a adoré prononcer cette réplique et ajoute: « Of all the great plans Michael Scofield has come up with, that was not his finest hour. » (« De tous les plans géniaux que Michael Scofield a monté, ce n'est vraiment pas le meilleur. »).

- Au motel, pendant que Sara le soigne Michael lui dit : « I know you've heard this before, but it won't always be like this. » (« Je sais qu'on te l'a déjà dit, mais ça ne sera pas toujours comme ça. »). Il fait référence à ses propres paroles[5].

### Erreurs
- Sara est enregistrée au Sundown Hotel sous le nom de Kelly Foster. Or, Michael réussit à lui envoyer un fax, alors qu'il ignore sa fausse identité.

- Juste après avoir laissé Mahone dans sa cage, Michael s'approche de la voiture de Sara qu'elle est allée chercher. Lorsqu'elle se gare, elle a les cheveux détachés, puis dans le gros plan qui suit, ses cheveux sont attachés en chignon. Quand Michael ouvre la portière et entre dans la voiture, ses cheveux sont de nouveau détachés.

- Lorsque Bellick veut faire chauffer une tige métallique pour torturer T-Bag, il arrive à allumer le gaz pour faire du feu alors que la maison est à vendre.

- Lorsque le FBI annonce l’arrestation de Lincoln Burrows,sur la photo de ce dernier situer sur le plan de l’opération il y a une erreur sur son surnom «sink » au lieu de «link »

## Accueil critique
Aux États-Unis, un certain nombre de séries sont interrompues vers la fin de l'automne pour reprendre quelques mois plus tard. Juste avant cette pause, se déroulent durant tout le mois de novembre: les "november sweeps". Durant cette période, les séries sont analysées de façon très précise par les critiques, les producteurs, les diffuseurs et surtout les annonceurs. Ainsi, il est notoire que les sweeps décident de la survie ou non d'une série. Les grandes chaînes américaines de télévision se livrant à une concurrence acharnée, des évènements attendus ou des guest-stars font leur apparition principalement pendant ce laps de temps. 
"Rendez-vous" est le premier épisode de la deuxième saison de Prison Break à être diffusé pendant les sweeps d'automne. Le fait que Michael Scofield et Sara Tancredi se revoient dans cet épisode, pour la première fois depuis le début de cette deuxième saison, n'est donc pas le fruit du hasard.
En termes d'audience, si l'émission "Country Music Association Awards" sur ABC se hisse à la première place, "Rendez-vous" est premier chez les 18-34 ans, avec 8,6 millions de téléspectateurs,.